# Campionati europei di biathlon 2018
I Campionati europei di biathlon 2018, 25ª edizione della manifestazione, si sono svolti nella Val Ridanna, in Italia, dal 24 al 28 gennaio 2018.

## Programma
| Giorno      | Ora (UTC+1) | Evento                                        |
| ----------- | ----------- | --------------------------------------------- |
| 24 gennaio  | 10:00       | 20 km Individuale M                           |
| 24 gennaio  | 13:30       | 15 km Individuale F                           |
| 26 gennaio  | 11:00       | 10 km Sprint M                                |
| 26 gennaio  | 14:00       | 7.5 km Sprint F                               |
| 27 gennaio  | 13:00       | 12.5 km Inseguimento M                        |
| 27 gennaio  | 15:00       | 10 km Inseguimento F                          |
| 28º gennaio | 13:00       | 2x6 km + 2x7,5 km Staffetta mista individuale |
| 28º gennaio | 15:00       | 2x6 km + 2x7,5 km Staffetta mista             |

## Podi

### Uomini
| Evento               | Oro                  | Tempo   | Argento           | Tempo   | Bronzo            | Tempo   |
| 20 km individuale    | Felix Leitner        | 53:32.8 | Tomas Krupcik     | 54:15.8 | Philipp Horn      | 54:29.4 |
| 10 km sprint         | Andrejs Rastorgujevs | 24:03.0 | Aleksandr Loginov | 24:08.5 | Krasimir Anev     | 24:27.5 |
| 12,5 km inseguimento | Aleksandr Loginov    | 32:22.1 | Krasimir Anev     | 32:49.7 | Evgenij Garaničev | 33:32.8 |

### Donne
| Evento             | Oro             | Tempo   | Argento            | Tempo   | Bronzo           | Tempo   |
| 15 km individuale  | Chloé Chevalier | 46:32.9 | Alexia Runggaldier | 47:20.6 | Victoria Slivko  | 47:28.8 |
| 7,5 km sprint      | Iryna Varvynec' | 20:54.1 | Chloé Chevalier    | 21:06.6 | Fuyuko Tachizaki | 21:09.6 |
| 10 km inseguimento | Chloé Chevalier | 29:05.4 | Iryna Varvynec'    | 29:16.0 | Julia Simon      | 29:48.6 |

### Misti
| Evento                             | Oro                                                          | Tempo     | Argento                                                                  | Tempo     | Bronzo                                                                                  | Tempo     |
| Staffetta individuale 2x6+2x7,5 km | Thekla Brun-Lie Vetle Sjåstad Christiansen                   | 35:39.6   | Julia Simon Émilien Jacquelin                                            | 35:48.2   | Susan Dunklee Lowell Bailey                                                             | 35:48.7   |
| Staffetta 2x6+2x7,5 km             | Yuliia Zhuravok Iryna Varvynec' Artem Pryma Dmytro Pidručnyj | 1:11:40.1 | Victoria Slivko Anastasija Zagorujko Evgenij Garaničev Aleksandr Loginov | 1:11:51.8 | Emilie Ågheim Kalkenberg Kaia Wøien Nicolaisen Håvard Gutubø Bogetveit Fredrik Gjesbakk | 1:12:13.3 |

## Medagliere
| Pos.   | Nazione     | Oro | Argento | Bronzo | Totale |
| ------ | ----------- | --- | ------- | ------ | ------ |
| 1      | Francia     | 2   | 2       | 1      | 5      |
| 2      | Ucraina     | 2   | 1       | 0      | 3      |
| 3      | Russia      | 1   | 2       | 2      | 5      |
| 4      | Norvegia    | 1   | 0       | 1      | 2      |
| 5      | Lettonia    | 1   | 0       | 0      | 1      |
| 5      | Austria     | 1   | 0       | 0      | 1      |
| 7      | Bulgaria    | 0   | 1       | 1      | 2      |
| 8      | Rep. Ceca   | 0   | 1       | 0      | 1      |
| 8      | Italia      | 0   | 1       | 0      | 1      |
| 11     | Germania    | 0   | 0       | 1      | 1      |
| 11     | Giappone    | 0   | 0       | 1      | 1      |
| 11     | Stati Uniti | 0   | 0       | 1      | 1      |
| Totale | Totale      | 8   | 8       | 8      | 24     |